# Grauhäutiger Scheidenstreifling
Der Grauhäutige Scheidenstreifling oder kurz Grauhäutige Streifling (Amanita submembranacea) ist eine Pilzart aus der Familie der Wulstlingsverwandten (Amanitaceae).

## Merkmale

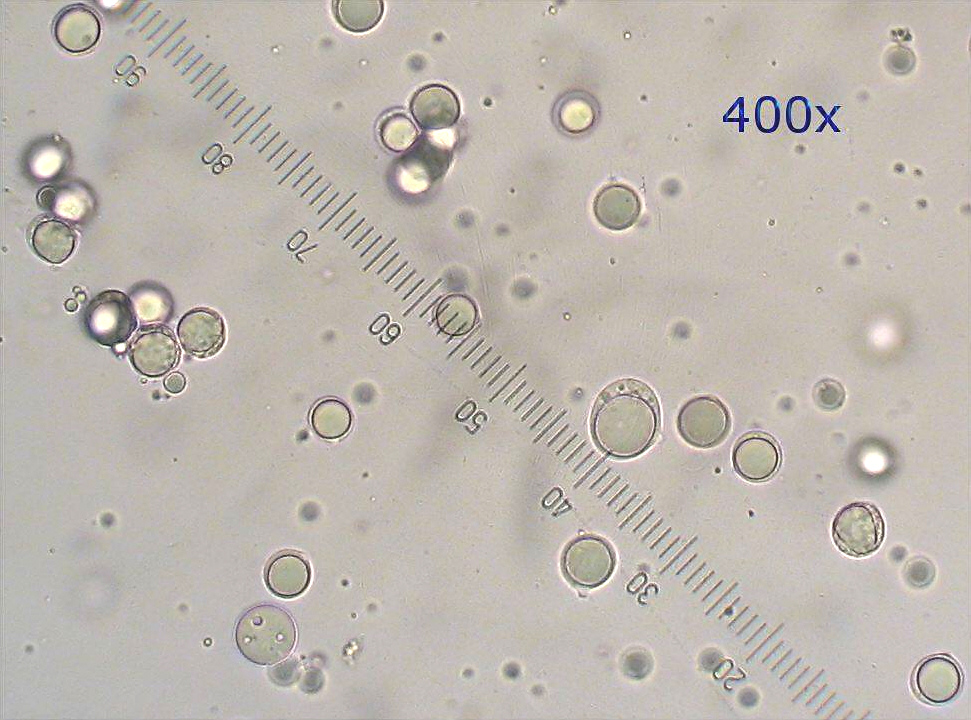
Sporen des Grauhäutigen Scheidenstreiflings unter dem Lichtmikroskop

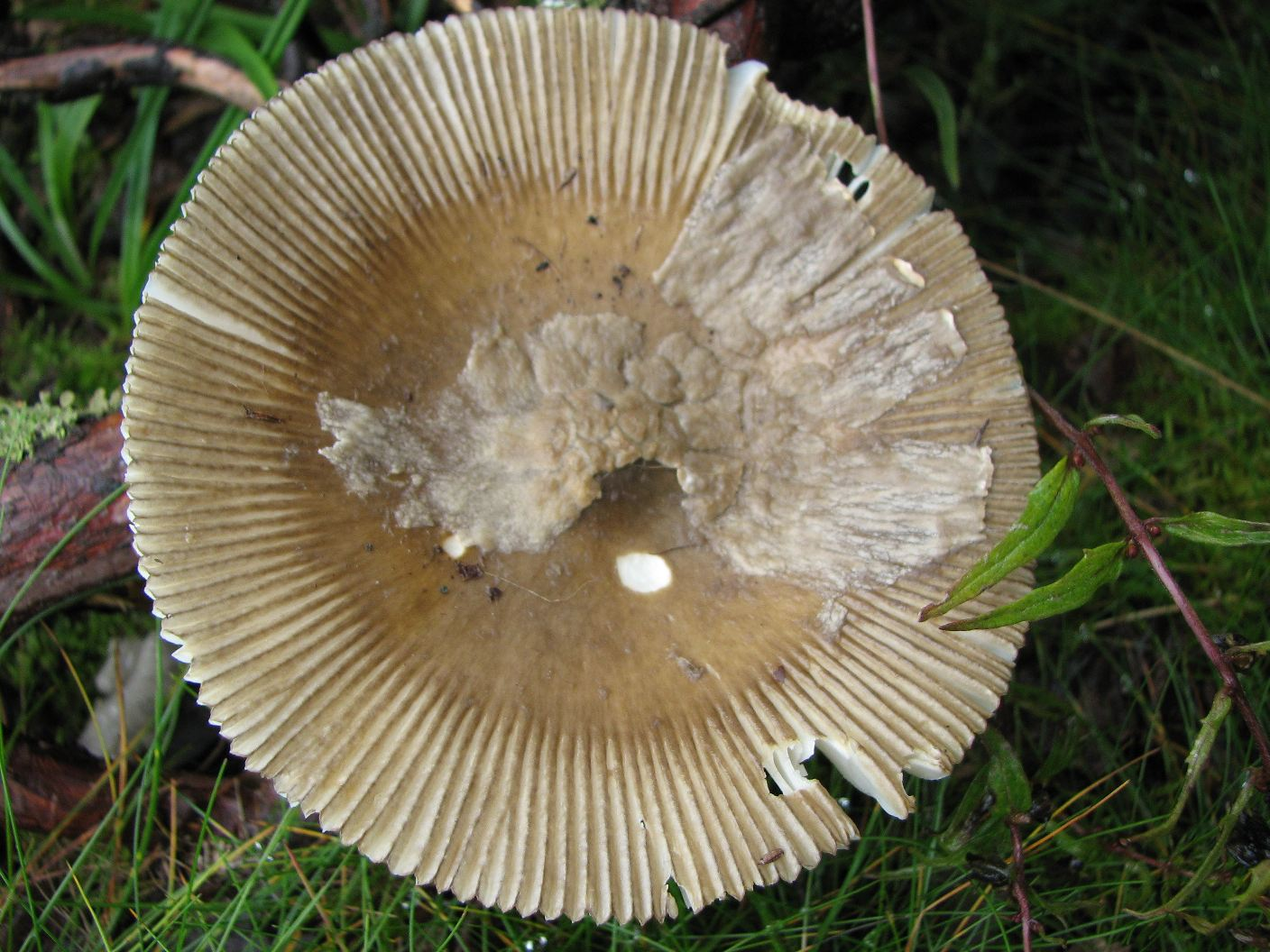
Hutoberfläche des Grauhäutigen Scheidenstreiflings mit der typischen Riefung am Rand und brüchigen Velumresten

### Makroskopische Merkmale
Der Grauhäutige Streifling hat einen graubraunen gebuckelten Hut mit einem Durchmesser von 5 bis 12 cm. Der Hutrand ist auffallend gerieft. Auf den Hut kleben meist grauweiße Velumreste. Der Stiel ist etwas blasser als der Hut, doch nie reinweiß und besitzt eine beflockte Oberfläche. Die Stielbasis geht in eine weißgraue, abstehende Scheide über. Das Sporenpulver ist inamyloid.

### Mikroskopische Merkmale
Die Sporen sind rundlich geformt. In den nie reinweißen Velumresten befinden sich neben den fädigen Hyphen auch etliche kugelförmige Elemente, wodurch sich die Art vom Grauen Scheidenstreifling (A. vaginata) unterscheidet. Dadurch ist das Velum brüchiger und bleibt öfter auf der Huthaut zurück.

## Artabgrenzung
Die Art kann mit allen grau gefärbten Scheidenstreiflingen verwechselt werden.

## Ökologie
Der Grauhäutige Scheidenstreifling erscheint von August bis Oktober im Gebirgsnadelwald auf saurem Boden.

## Verbreitung
Die Datenbank Pilzkartierung 2000 Online enthält 70 Fundpunkte. Der nördlichste Fund liegt im Harz, der südlichste auf dem Fellhorn (Bayern). Das Bundesland mit den meisten Meldungen ist Bayern.

## Bedeutung
Der Pilz ist wie alle Scheidenstreiflinge essbar, aber nicht besonders schmackhaft.